# Gertrud Pappenheim
Gertrud Margarethe Klara Pappenheim (* 28. Mai 1871 in Berlin; † 19. Februar 1964 ebenda) war eine deutsche Kindergärtnerin und Fröbelpädagogin.

## Leben und Wirken
Gertrud Margarethe Klara war das vierte Kind des Fröbelpädagogen und Altphilologen Eugen Pappenheim. Noch im Jahr ihrer Geburt starb die Mutter. Ihre Schwester Anna Wiener-Pappenheim war ebenso in der Fröbelwewegung aktiv wie ihr Bruder Karl Pappenheim und die zweite Frau ihres Vaters, Anna Pappenheim, geb. Schneider.
Nach dem Besuch der Höheren Töchterschule absolvierte Gertrud Pappenheim die Kindergärtnerinnenausbildung am Seminar des Berliner Fröbelvereins, das ihr Vater seit 1892 leitete. Anschließend arbeitete sie in mehreren Kindergärten Berlins. 1902 übernahm sie die Schriftleitung der renommierten Fachzeitschrift Kindergarten (die sie bis 1924 innehatte). Für den Kindergarten hatte sie viele Fachbeiträge verfasst. Bereits 1914 nahm sie Stellung zur Fröbel-Montessori-Diskussion und vertrat die Ansicht:
Die Anhänger der Föbelschen und der Montessorimethode müssen und werden fortan zusammengehen, nicht nur in äußerlicher Bemühung der friedlichen Einigung, sondern, weil sie ihrer Natur zusammengehören.
1902 wurde Gertrud Pappenheim in den Vorstand des Deutschen Fröbel-Verbandes gewählt. Acht Jahre später übernahm sie die Leitung des ersten staatlich anerkannten Kindergärtnerinnenseminars Preußens an der Kgl. Elisabethschule. Nach der Machtergreifung der Nationalsozialisten, musste sie, wegen ihrer jüdischen Verwandtschaft, alle ihre Ämter niederlegen. Diese Demütigung konnte Gertrud Pappenheim, die von Freunden geschützt die Zeit des Nationalsozialismus überlebte, nie ganz überwinden. Nach 1945 hatte sie sich nur noch selten für den Kindergarten und die Fröbelpädagogik engagiert.
Ein Teil ihres Nachlasses befindet sich im Ida-Seele-Archiv.

## Werke (Auswahl)
- Ein Weihachtsgeschenk, in: Kindergarten 1902, S. 284–286.
- Was eignet sich als Bildungsstoff für den Kindergarten?, in: Kindergarten 1904, S. 6–13.
- Ein Wort für das Ausstechen im Kindergarten, in: Kindergarten 1905, S. 235–236.
- Kind und Welt, Berlin 1909
- Dr. Maria Montessori: Selbsttätige Erziehung in frühem Kindesalter, in: Kindergarten 1914, S. 74–75.
- Kriegskindergärten, in: Kindergarten 1914, S. 260–263.
- Billiges Beschäftigungsmaterial, in: Kindergarten 1921, 281–283
- Spiel und Lied, Leipzig 1927
- Eugen Pappenheim. Der Werdegang eines Erziehers und Bekenners, in: Kindergarten 1931, S. 91–98.